# Zwierzyniec Wąskotorowy
Zwierzyniec Wąskotorowy – dawna wąskotorowa stacja kolejowa w mieście Zwierzyniec, w województwie lubelskim, w Polsce. Istniała do 1971 i była punktem początkowym dla wąskotorowej linii kolejowej biegnącej przez Puszczę Solską do Biłgoraja.